# Zwakgebogen glanshorentje
Het zwakgebogen glanshorentje (Vitreolina antiflexa) is een slakkensoort uit de familie van de glanshorens (Eulimidae). De wetenschappelijke naam van de soort werd in 1884 voor het eerst geldig gepubliceerd door Monterosato.

## Verspreiding
Het zwakgebogen glanshorentje komt voor in de Noord-Atlantische Oceaan, van Noorwegen tot in de Middellandse Zee bij Griekenland. In Nederland werd de soort gevonden op een aantal locaties in de Oestergronden en een enkele keer op de Doggersbank. De glanshorens leven in het sublitoraal, vanaf iets beneden de laagwaterlijn tot diepten van ruim 200 meter.